# گوردون کافمن
گوردون برنی کافمن (انگلیسی: Gordon Bernie Kaufmann؛ ۱۹ مارس ۱۸۸۸ – ۱ مارس ۱۹۴۹) یک معمار بریتانیایی اهل ایالات متحده آمریکا بود که بیشتر به خاطر کارهایش بر روی سد هوور شهرت داشت. وی طراح اولیهٔ کالج هنرهای آزاد کلرمونت  بود و مدتی هم برای مؤسسه فناوری کالیفرنیا کار کرد.  وی ساختمان مرکزی لس آنجلس تایمز، عمارت گریستون و همچنین هالیوود پالادیوم را هم طراحی کرد و معماری رقابت‌های معماری المپیک تابستانی ۱۹۳۶ و مسابقات هنری بازی‌های المپیک تابستانی ۱۹۳۶ بر عهده داشت. امروزه او را بیشتر بابت کارهایش بر روی سد هوور می‌شناسند.